# Villamblard
 Villamblard  es una población y comuna francesa, situada en la región de Aquitania, departamento de Dordoña, en el distrito de Bergerac. Es el chef-lieu del cantón de Villamblard.

## Demografía
| 815 | 799 | 841 | 823 | 813 | 822 |
| Para los censos de 1962 a 1999 la población legal corresponde a la población sin duplicidades (Fuente: INSEE [Consultar]) |     |     |     |     |     |